# Piłkarski Turniej na Cyprze 2003
Piłkarski Turniej na Cyprze 2003 – turniej towarzyski na Cyprze rozegrano po raz siódmy w 2003 roku. Uczestniczyły w nim cztery reprezentacje narodowe: gospodarzy, Rosji, Rumunii i Słowacji.

## Mecze

### Półfinały
| 12 lutego Limassol |  | Cypr | 0 | - | 1 (0-1) | Rosja |

| 12 lutego Larnaka Cypr |  | Słowacja | 1 | - | 2 (1-2) | Rumunia |

### O trzecie miejsce
| 13 lutego Larnaka |  | Cypr | 1 | - | 3 (1-1) | Słowacja |

### Finał
| 13 lutego Limassol Cypr |  | Rumunia | 2 | - | 4 (1-3) | Rosja |  |

Triumfatorem piłkarskiego turnieju na Cyprze 2003 została reprezentacja Rosji.